# Río Chinchipe
Der Río Chinchipe (oberhalb der Einmündung des Río Canchis, in Ecuador, heißt der Fluss Río Mayo) ist ein 148 km langer linker Nebenfluss des Río Marañón in Ecuador und Peru.

## Flusslauf
Der Río Mayo entsteht im Süden der ecuadorianischen Provinz Zamora Chinchipe am Zusammenfluss von Río Palanda und Río Numbala. Er fließt in südlicher Richtung durch die ecuadorianische Cordillera Real. Bei Flusskilometer 133 trifft der Río Isimanchi rechtsseitig auf den Río Mayo. Bei Flusskilometer 114 mündet der Río Canchis rechtsseitig in den Fluss. Dieser heißt von nun an Río Chinchipe. Dieser wendet sich nun nach Südosten und bildet auf einer Strecke von 10 Kilometern die Grenze zwischen Ecuador und Peru. Der Río Chinchipe behält seinen Kurs bei und durchquert die peruanischen Provinzen San Ignacio und Jaén. Dabei nimmt er die Nebenflüsse Río Chirinos von links sowie Río Tabaconas und Río Shumba von rechts auf. Am Flusslauf liegen mehrere kleine Orte, darunter Chuchuhuasi und Huallape. Schließlich mündet der Río Chinchipe 35 km nordöstlich der Stadt Jaén in den Río Marañón.

## Einzugsgebiet
Das Einzugsgebiet des Río Chinchipe umfasst ein Areal von 9687 km². Davon befinden sich 3140 km² in Ecuador. Während der Regenzeit in den Monaten November bis Mai führt der Fluss besonders viel Wasser.

## Verschiedenes
Der Río Mayo / Río Chinchipe ist ein beliebtes Gewässer für Wildwasseraktivitäten wie Rafting oder Kajak, welche das ganze Jahr über unternommen werden können. Einstiegsstellen (put-in) befinden sich nahe der Gemeinde Palanda an den beiden Quellflüssen Río Palanda und Río Numbala etwa 15 km oberhalb deren Vereinigung zum Río Mayo.